# 開城の歴史的建造物群と遺跡群
開城の歴史的建造物群と遺跡群（ケソンのれきしてきけんぞうぶつぐんといせきぐん）は、朝鮮民主主義人民共和国（北朝鮮）にある世界遺産リスト登録物件のひとつであり、その登録名が示すように、北朝鮮南西部に位置する開城に残る高麗時代の史跡などが対象となっている。

## 構成資産
開城は高麗王朝を開いた王建が根拠地としていた場所であり、918年の王朝成立間もない時期から李氏朝鮮によって高麗が滅ぼされる1392年まで首都として機能した。高麗滅亡後には王宮をはじめとする遺跡群は再建されることがなかったため、多くは廃墟となっている。世界遺産に登録されているのは、高麗時代の政治や文化を伝える以下の12件である。

### 満月台と開城瞻星台
満月台 (Manwoldae、만월대、マヌォルデ) は919年に建設されたかつての王宮跡であり、松嶽山の南麓に位置している。1361年に元朝で起きた紅巾の乱に関連する紅巾軍の高麗侵入の際に炎上し、壮大だった王宮の礎石が残るのみとなっている。
開城瞻星台 (Kaesong Chomsongdae、첨성대、チョムソンデ) は満月台に隣接しており、かつて天体観測、気象観測に用いられた施設の遺跡である。この観測記録は満月台が建設されたのと同じ919年まで遡り、高麗時代を通じて記録された。
世界遺産としての登録面積は満月台と開城瞻星台の合計で43.5 ha である。

### 開城城壁
開城城壁 (Kaesong City Walls、개성성벽、ケソンソンビョク) は高麗王朝成立以前の896年に建設された拔禦塹城 (Palocham Wall) から李氏朝鮮への交替期である1391年から1393年に建設された内城 (Inner Wall) まで、5つの要素に分けられる。世界遺産登録範囲は5つの城壁全てを含めて175.8 ha である。

### 開城南大門
開城南大門 (Kaesong Namdae Gate、남대문、ナムデムン) は1391年から1393年に建設された内城に築かれた南大門で、開城の建築物の中でも当時の様式をよく残している建物として評価されている。朝鮮半島に残る城門の中では最古の建築物でもある開城南大門の世界遺産登録範囲は、0.5 ha である。

### 高麗成均館

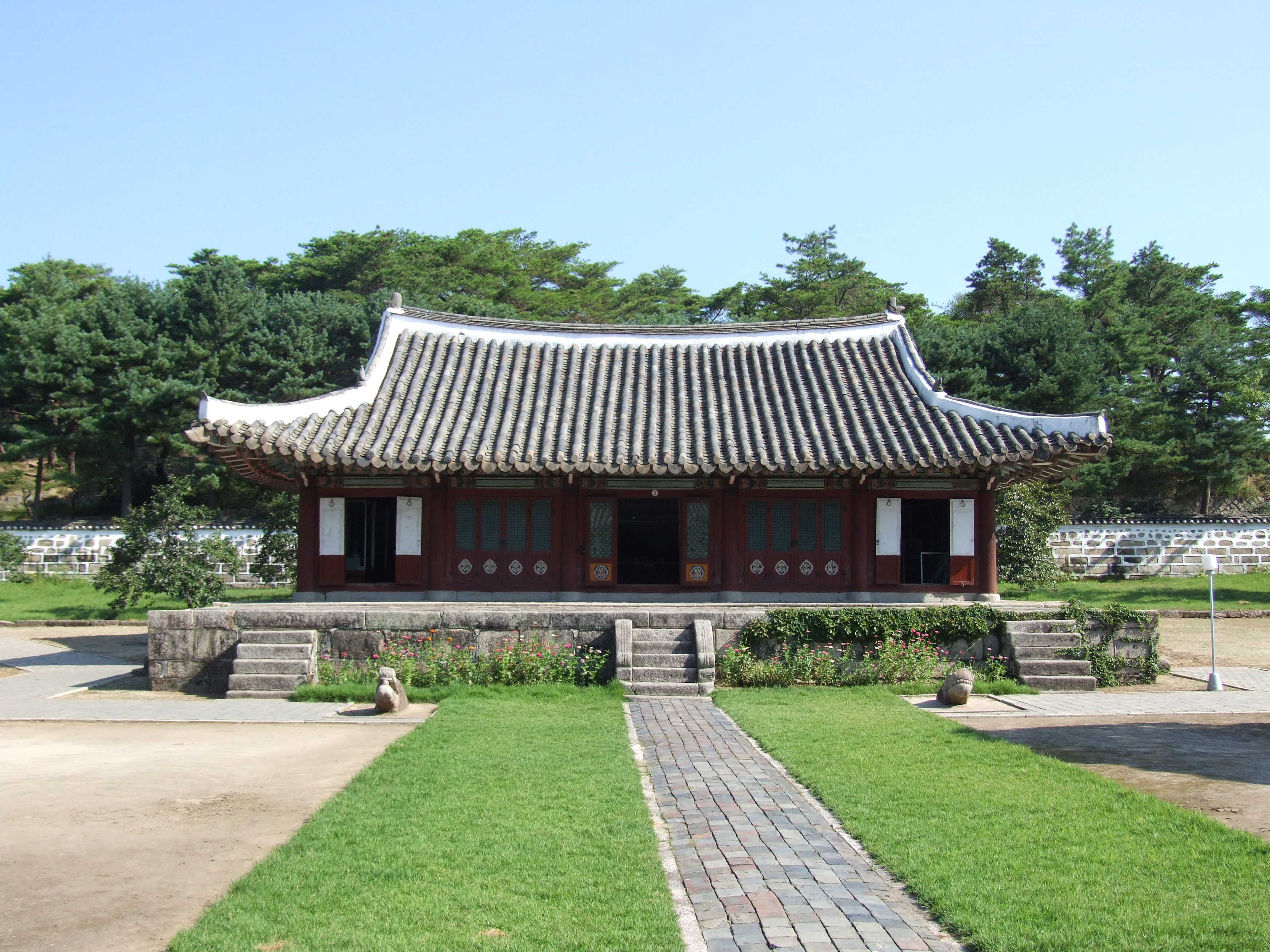
高麗成均館

高麗成均館 (Koryo Songgyungwan、고려 성균관、コリョソンギュングァン) は満月台の約2.5km西方に位置する教育施設の遺構で、高麗時代には官吏養成のための最高機関であった。現在は高麗博物館となっており、世界遺産に登録されている面積は3.5 ha である。

### 崧陽書院
崧陽書院 (Sungyang Sowon、숭양서원、スンヤンソウォン) は高麗末期の儒学者鄭夢周の家が元になっている私学で、現在の建物は1573年に建てられた。李氏朝鮮時代の両班の子息のための儒学教育機関であるとともに、鄭夢周をはじめとする高麗の儒学者たちを祭る場所でもあった。世界遺産としての登録面積は2.9 ha である。

### 善竹橋と表忠碑

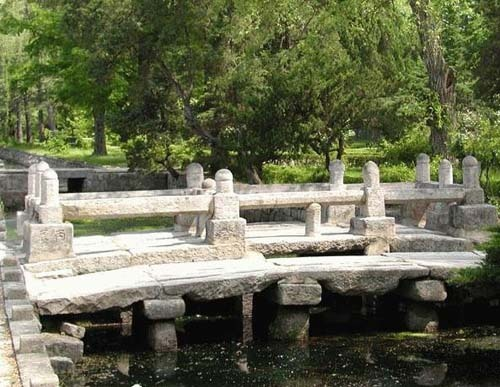
善竹橋

善竹橋 (Sonjuk Bridge、선죽교、ソンジュッキョ) は鄭夢周の家（のちの崧陽書院）から500mほどの場所にある橋で、幅は3.36m、長さは8.35mである。花崗岩製のこの橋は、鄭夢周が暗殺された場所でもある。
橋の近くに表忠碑 (Phyochung Monuments、표충비、ピョチュンビ) が2つあり、北側の石碑が1740年、南側の石碑が1872年に建てられた。いずれの石碑にも鄭夢周を供養する碑文が刻まれている。
世界遺産の登録範囲は、善竹橋と表忠碑をあわせて1.8 ha である。

### 王建王陵、七陵群、明陵群

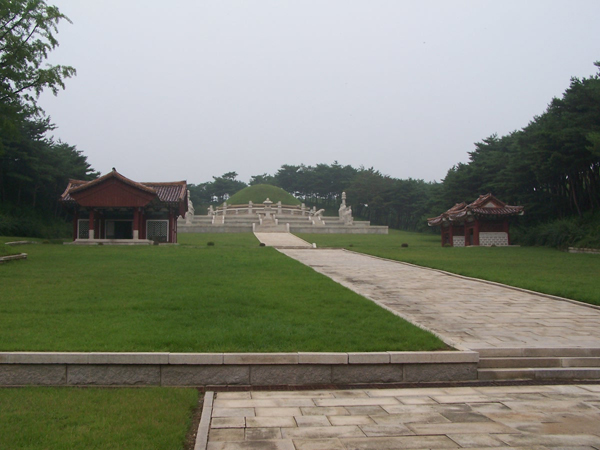
王建王陵

王建王陵 (Mausoleum of King Wang Kon、왕건왕릉、ワンゴヌァンヌン) は高麗の建国者である王建の墓所であり、満月台の西方3kmに位置する。現在の王陵は1994年に再建されたものである。
七陵群 (Seven Tombs cluster、칠릉군、チルルングン) は王建王陵の北西に位置する7基の王陵であり、12世紀から13世紀に建造されたと考えられているが、どの陵墓がどの王のものなのかについては確定していない。
明陵群 (Myongrung tombs cluster、명릉군、ミョンヌングン) は王建王陵の南西1kmに位置する3基の陵墓群であり、そのうち1基は高麗の第29代忠穆王の陵墓であることが分かっているが、残り2基の被葬者は確定していない。
世界遺産の登録面積は、王建王陵、七陵群、明陵群のすべてを含めて214.6 ha である。

### 恭愍王陵

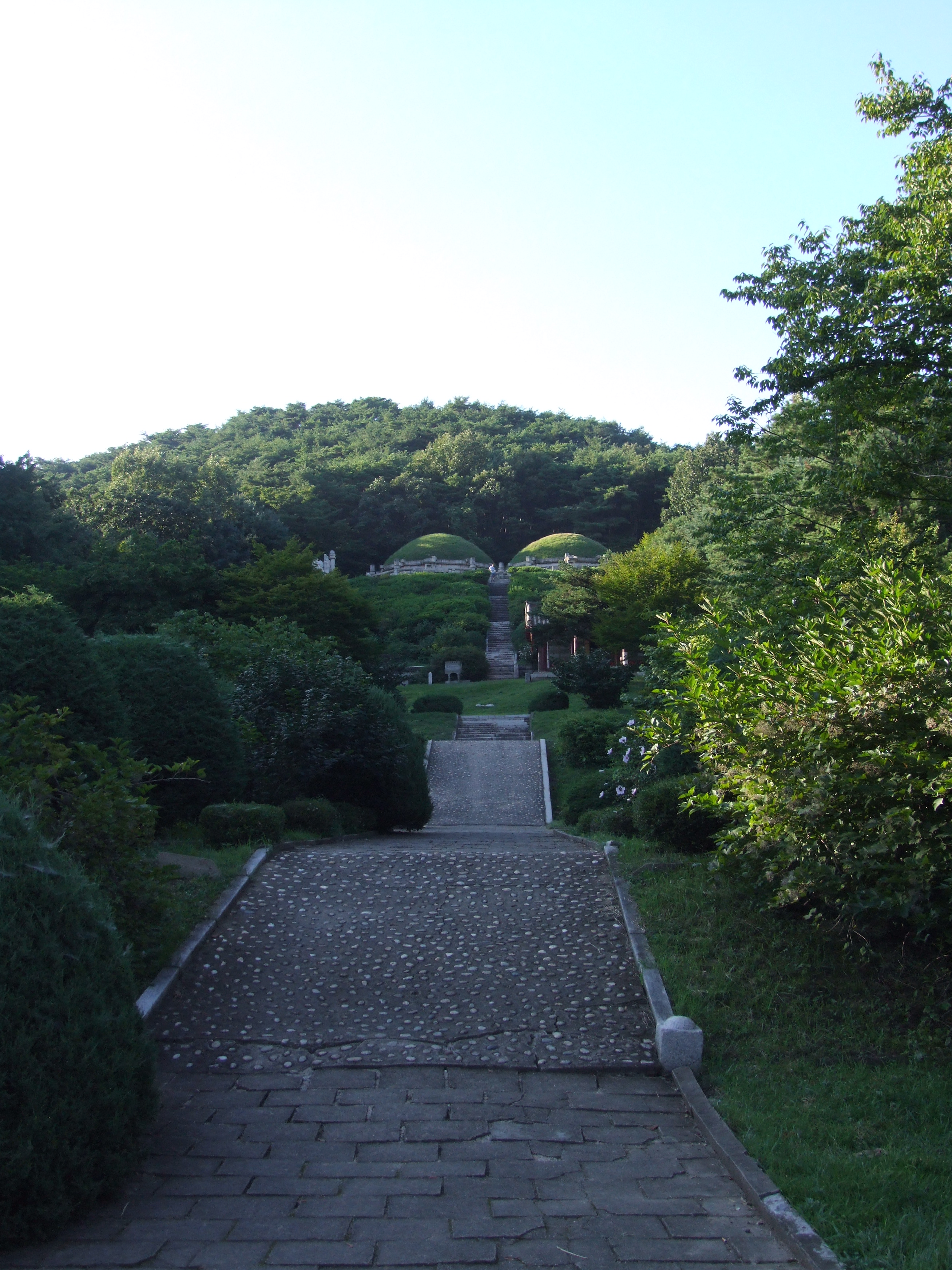
恭愍王陵

恭愍王陵 (Mausoleum of King Kongmin、공민왕릉、コンミヌァンヌン) は、高麗の第31代恭愍王が生前建造していた自身と亡き后のための墓所である。開城の中心市街からは南西14kmの開豊区域解線里に位置し、1372年に完成した。いずれも3段になっている互いの陵墓は近接しており、石人などで装飾されている。世界遺産としての登録面積は51.6 ha である。

## 登録経緯
この物件が世界遺産の暫定リストに記載されたのは、2000年5月20日のことであった。最初に正式推薦されたのは2007年1月17日のことだったが、それを踏まえて翌年の第32回世界遺産委員会で審議されたときには、構成資産そのものを見直すべきなどの理由から、「登録延期」と決議された。
構成資産を見直した推薦書は2011年に再提出された。それを踏まえて、2013年に世界遺産委員会の諮問機関である国際記念物遺跡会議 (ICOMOS) は「登録」を勧告し、その年の第37回世界遺産委員会で正式に登録された。北朝鮮にとっては、高句麗古墳群（2004年登録）に続く2件目の世界遺産である。

### 登録名
世界遺産としての正式登録名は、Historic Monuments and Sites in Kaesong （英語）、Monuments et sites historiques de Kaesong （フランス語）である。その日本語訳は資料によって以下のような違いがある。
- 開城の歴史的建造物と遺跡 - 日本ユネスコ協会連盟[10]
- 開城歴史遺跡地区 - 世界遺産アカデミー[11]
- 開城の歴史的建造物群と遺跡群 - 谷治正孝[12]
- 開城の史跡群 - 古田陽久・古田真美[5]
- 開城の歴史的建造物 - 成美堂出版編集部[13]

## 登録基準
この世界遺産は世界遺産登録基準のうち、以下の条件を満たし、登録された（以下の基準は世界遺産センター公表の登録基準からの翻訳、引用である）。
- (2) ある期間を通じてまたはある文化圏において、建築、技術、記念碑的芸術、都市計画、景観デザインの発展に関し、人類の価値の重要な交流を示すもの。
  - この基準は、「高麗以前に朝鮮半島に存在した様々な国々の文化的、精神的、政治的諸価値の融合と、そうした諸価値の交流を5世紀以上にわたって近隣の諸王朝と交わしたことを示している」[14]ことに対して適用された。

- (3) 現存するまたは消滅した文化的伝統または文明の、唯一のまたは少なくとも稀な証拠。
  - この基準は「東アジアで仏教が新儒教に取って代わられた時期において、統一王朝である高麗の文明化に関する傑出した例証」[14]であることに対して適用された。